# Martijn Luttmer
Martijn Luttmer (Bussum, 11 februari 1971) is een Nederlands mondharmonicaspeler.

## Biografie

### Jeugd
Op 1975 kreeg Martijn voor zijn vierde verjaardag een mondharmonica. Op zijn negende ging hij samen met zijn vader Jaques en vriend Rudolf Haak mondharmonica te spelen tijdens een vakantie in Frankrijk. Op twaalfjarige leeftijd begon Martijn ook met saxofoon spelen en voor wat de mondharmonica liet hij zich inspireren op de muziekstijl van Toots Thielemans. 

### Opleiding
Luttmer volgde saxofoonlessen bij Luc van Gessel en Paul van der Feen. Hij ging vervolgens bij Paul Poulissen, die hij in 1981 ontmoette, spelen in de band van de "Muziekschool voor Gooi en Vechtstreek" in Bussum.

## Carrière
In 1991 hielpen gitarist Rein Solkamans en drummer Han Brink hem te ontwikkelen voor zijn eigen muziekstijl. Later werd hij geïntroduceerd door jazzartiesten als o.a. Cees Slinger, Harry Verbeke, Bart van Lier, Rein van den Broek, Henk Meutgeert en Eddy Conard. In 2010 debuteerde hij zijn eerste muziekalbum La Libelula die de derde plaats behaalde in de "Billboard Album top 100". Later volgde in 2014 zijn 2e album Frankly. Hij bracht in 2015 zijn kerstalbum Sleigh Ride uit.
Martijn geeft verder ook gastoptredens met artiesten zoals René Froger, Desray, Shirma Rouse en Bart Brandjes. Hij maakte in september 2017 zijn debuut bij het Metropole Orkest. Daarnaast werkt hij ook mee aan vele cd-producties.

## Discografie
- (2010) La Libelula
- (2013) Vintage France
- (2014) Frankly
- (2015) Sleigh Ride